# Bayerotrochus midas
Bayerotrochus midas (Bayer, 1965) é uma espécie de molusco gastrópode marinho da família Pleurotomariidae, nativa da região oeste do oceano Atlântico.

## Descrição
Bayerotrochus midas possui concha com superfície reticulada de até pouco mais de 12 centímetros, com forma de turbante arredondado e terminado em ponta aguda. Sua coloração é creme ou amarelo alaranjada Interior da abertura fortemente nacarado. As espécies do gênero Bayerotrochus são geralmente mais frágeis, arredondadas e menos esculpidas em sua superfície do que os outros três gêneros viventes de Pleurotomariidae.[carece de fontes?]

## Distribuição geográfica
Esta espécie foi coletada na região oeste do oceano Atlântico, no Caribe, em profundidades de 400 a mais de 800 metros, sendo encontrada no Golfo do México, Florida Keys e Bahamas.